# Yvonne Gregory
Yvonne Gregory (1889 – 1970) è stata una fotografa britannica.

## Biografia

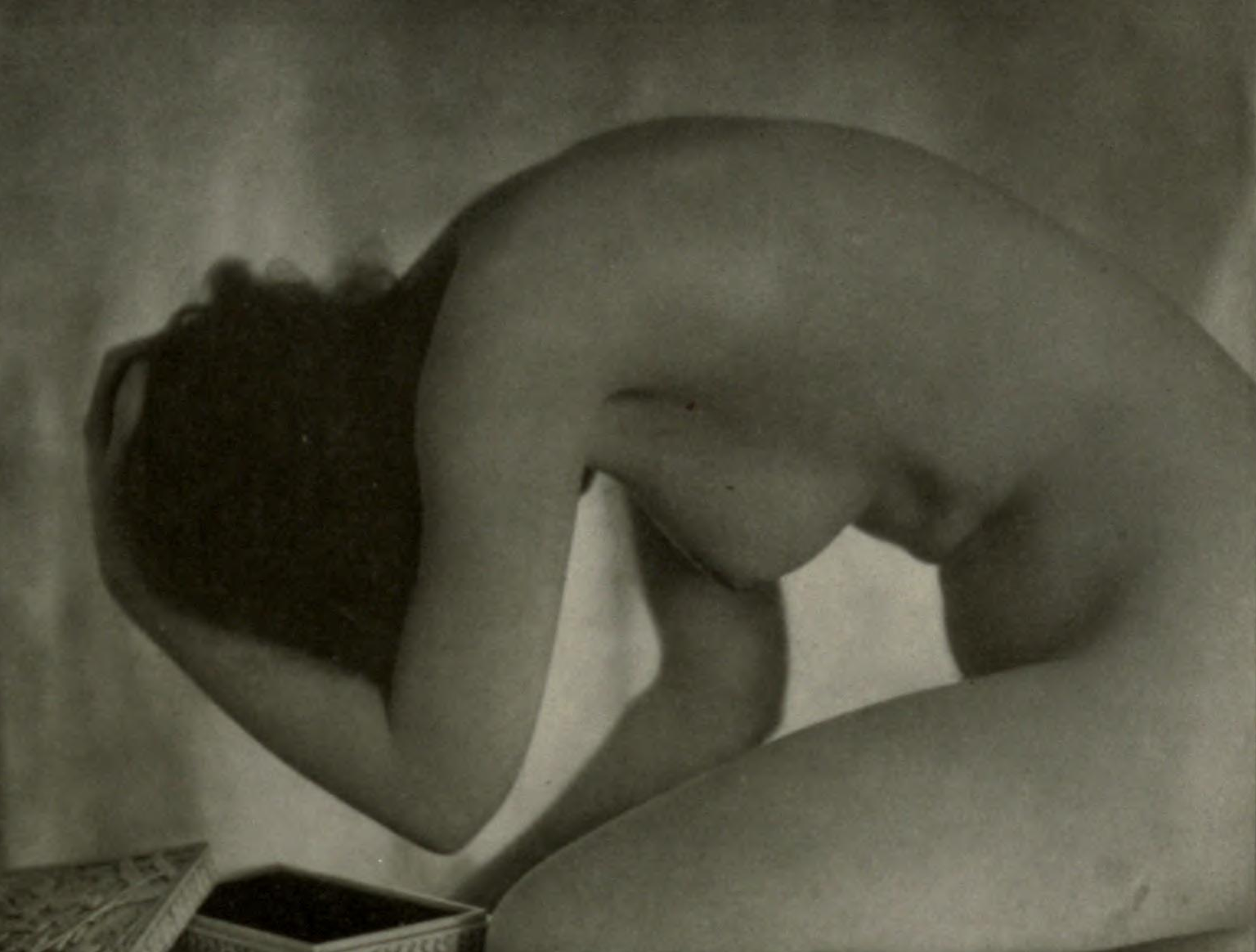
Pandora, 1919

Gregory sposò il collega fotografo Bertram Park nel 1916. Gregory, Park e Marcus Adams si affermarono come i "tre fotografi" (The Three Photographers) e fondarono il loro studio collettivo al numero 43 di Dover Street, a Mayfair. Inizialmente il loro studio veniva finanziato dall'egittologo George Herbert, V conte di Carnarvon. Gregory e Park collaborarono per la realizzazione di alcune opere, e in alcune occasioni Gregory posò per Park. Si unì alla società fotografica reale (Royal Photographic Society) nel 1926 e nello stesso anno divenne una socia, per poi diventarne un membro nel 1928. Inoltre ella espose spesso alle mostre della RPS.
Park e Gregory pubblicarono insieme dei libri, tra i quali The Beauty of the Female Form del 1935. Il libro nacque dalle opere da loro realizzate per il primo salone fotografico internazionale, svoltosi a Parigi nel 1933. Gregory, con o senza Park, pubblicò molto nei libri e nelle riviste nudiste e naturiste dagli anni 1930 in poi, e questo argomento è stato discusso nel dettaglio nel libro di Annebella Pollen Nudism in a Cold Climate, del 2021.

## Pubblicazioni (parziale)
Con Bertram Park
- Living sculpture: A record of expression in the human figure &c., Batsford, London, 1926. (con G. Montague Ellwood)
- The beauty of the female form, Routledge, London, 1934.
- Sun bathers: A companion volume to "The Beauty Of The Female Form": 48 photographic studies, Routledge, London, 1935.
- Curves and contrast of the human figure, Bodley Head, London, 1936.
- Eve in the sunlight, Hutchinson, 1937.
- A Study of sunlight and shadow on the female form for artists and art students, Bodley Head, London, 1939.